# 环境战
环境战又被称作地球物理战，属于非常规作战的一种。是通过人为的改变地球表面的物理结构所释放的能量，来达成军事目的作战方法。

## 实施方法
实施环境战的目的在于制造有利于我，不利于敌的环境为首要目的。例如地壳中存在着大大小小的断层，通过人为的向这些断层施加影响，便可以的制造人为的地震、海啸、泥石流、火山喷发、森林大火等，而大气中同样存在着流动的气场，通过人为破坏大气臭氧层，或者通过改变气场结构来制造人为的破坏性风暴、磁暴，或者通过破坏大堤，人为改变河流走向制造洪灾等。
环境战的理论基础是＂板机效应＂，而人为的向自然环境施加影响释放能量行为，则是叩动潘多拉魔盒的扳机。即向特定的环境释放较小的能量来释放出巨大的自然破坏力，以达到摧毁和削弱敌方的军事目的。
生态环境战所运用的生态环境武器按其作用性能大致分为三类即： 
- 1.气象型环境武器：通过人工方式制造狂风暴雨、泥石流、雷暴、等气象自然灾害。
- 2.地震作用型武器：通过破坏地壳结构制造人工地震、山崩、火山爆发、海啸。
- 3.生态型环境武器：通过人工干预破坏臭氧层、制造生态灾难。

## 案例
- 案例1 抗日战争期间，国民革命军为阻止日军追击，通过花园口决堤，制造人为水灾，成功的阻止日军推进的速度，迫使日军绕道沿长江中下游的水网地带向武汉推进。
- 案例2 越战期间，美军为了断绝越南北方运输线，向胡志明小道倾泻了成千上万吨炸弹，但是收效甚微，后来美国空军通过人工降雨的手段，从1967年到1972年共进行过2602次播云降雨作业，连续5年对越南北部实施环境影响，实施人工暴雨，致使越南北部洪水泛滥成灾，制造人为洪灾，成功阻绝了越南交通线，起到了战略作用。
- 案例3 越南战争期间，美军为阻止越南游击队活动，在越南丛林播撒枯叶剂，致使越南7万3000立方公里的土地污染，越南农业和生态造成严重破坏。